# Phytodietus namkumensis
Phytodietus namkumensis är en stekelart som beskrevs av Kaur och Jonathan 1979. Phytodietus namkumensis ingår i släktet Phytodietus och familjen brokparasitsteklar. Inga underarter finns listade i Catalogue of Life.